# Aïssa Djermouni
Aissa Merzougui, también conocido como Aissa Djermoun, o Aïssa L'Jarmouni (1886; M'Toussa, Jenchela  - 16 de diciembre de 1946; Aïn Béïda) es un cantante y poeta chaoui. Ha grabado más de 35 canciones tradicionales de Chaoui. En 1937 fue el primer cantante africano que cantaba en bereber y árabe en actuar en el Olympia de París.

## Biografía
Merzougui pertenece a la gran federación tribal bereber Aïth Kerkath (H'rakta en árabe) que ocupa el espacio geográfico entre Batna, Jenchela y Aïn Beïda en el sur del Constantinés; la rama a la que pertenece es Igerman, de ahí su nombre Jermouni (forma arabizada). Es de origen campesino. Su empresario era un judío nativo, el Sr. Snoussi, quien lo introdujo en compañías discográficas como Philips, Ouardaphone, etc. desde principios de los años treinta.

## Festival
Durante muchos años, la ciudad de Oum El Bouaghi ha estado organizando el Festival Aïssa Djermouni, un importante evento cultural y artístico, que incluye exposiciones, galas, conferencias, actuaciones folclóricas de obras de teatro para niños y adultos, así como, por supuesto, el concurso relacionado  con la  poesía y los cuentos, gran especialidad del artista.

## Televisión
La telenovela sobre la vida del cantante Aissa Djermouni es muy seguida y está producida por la  televisión pública argelina ENtv.